# Georges-Olivier de Pannard
Georges-Olivier de Pannard, religieux français né à Thubœuf, non loin de Lassay-les-Châteaux, et mort le 28 janvier 1484, est un archevêque d'Aix-en-Provence du XVe siècle.

## Biographie

### Origine
Il est issu d'une famille originaire de la Mayenne. Il est issu des Pannard, de la branche d'Ernée.
Il est tout d'abord reçu docteur en droit canon et peut alors entrer et faire profession religieuse dans la Chartreuse de Villeneuve-lès-Avignon. Au mariage de sa sœur Nicole de Pannard avec Jacques de la Roë, il rejoint l'Abbaye de la Roë qui était de l'ordre de Saint-Augustin.
Il est d'abord chanoine régulier de l'Abbaye de la Roë, puis en 1439 occupe les fonctions de secrétaire du chapitre de l'abbaye.

### Cour du Roi René
Après un temps assez court, il est appelé à Aix via sans doute l'appui de Guy XV de Laval, frère de Jeanne de Laval, épouse du roi René, et de ses frères Guillaume et Yves, et même du premier échanson du roi René, son propre neveu. Olivier devient aussitôt le directeur spirituel de la reine Jeanne de Laval. Cette dernière obtient pour lui de l'archevêque d'Aix un canonicat dans le chapitre métropolitain de Saint-Sauveur d'Aix-en-Provence. 
Il est en 1450, chapelain du roi René, se préparant au doctorat à la faculté d'Angers. Déjà pourvu du prieuré de Saint-Jean-des-Mauvrets, il obtient encore du pape Nicolas V celui de Molières, 13 décembre 1450.
Prieur de la Papillaie, confesseur de Jeanne de Laval, il suit la cour du roi René en Provence. Il est chanoine, chancelier de l'Université d'Angers. Le titre de conseiller d'État lui est donné par le roi, le 11 août 1458.
En 1459, Robert Damiani, archevêque d'Aix, ayant été atteint d'une très grave maladie, le Pape lui donne immédiatement Olivier de Pannard pour coadjuteur, le 2 janvier ; puis le 12 octobre 1460, il devient le successeur définitif du pontife sur ce même siège d'Aix. Il devient archevêque d'Aix-en-Provence.

### Archevêque d'Aix
Lors de la prise de possession de son siège comme métropolitain, le roi René et Jeanne de Laval lui font présent, au titre de joyeux avènement, de quelques reliques de saint André et de saint Étienne.

### Œuvre religieuse
Dès lors, il se consacre entièrement à son œuvre religieuse. Ses premiers soins sont pour sa cathédrale restée incomplète. Pour sa part, l'archevêque avait fait exécuter la dernière voûte de la chapelle de Notre-Dame de Pitié, ou des Âmes du Purgatoire. 
Tous ces travaux sont terminés en 1474. Les noms des artistes qui lui avaient consacré leurs talents sont connus. Ce sont Hélion l'Auvergnat, Pierre Soqueti et Jacotin Paparoche.
Les travaux qu'Olivier de Pannard fait exécuter à son palais archiépiscopal ne sont pas moins considérables.

### Domaines

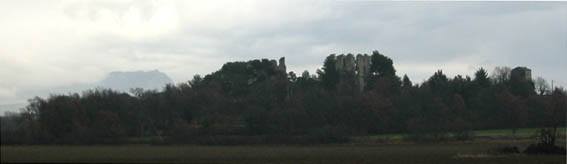
Le château de Puyricard aujourd'hui.

Un échange de domaines divers qu'Olivier de Pannard peut conclure, en 1475, avec le roi René, provoque des avantages fort importants dans l'avenir pour ses successeurs. 
Le roi, sur l'avis de ses médecins et de son conseil, ayant désiré posséder la terre de Payrolles, qui appartenait à l'archevêché, donna en retour ses domaines de Graveson et d'Aups. Quatre ans plus tard, à la place d'Aups, le souverain céda le Jardin du Roi, dit le Grand Clos, touchant à la ville d'Aix. Or ce fut sur l'emplacement de ce Jardin que seront élevés au XVIIe siècle, au profit de l'archevêché, de grands hôtels. Ces opérations seront la cause de très grands profits pécuniaires. 
Quant au domaine de Gravesson, il est échangé avec la famille de Cabannes, afin d'assurer aux archevêques la seigneurie complète de Puyricard.

### La confiscation de l'Anjou et danger bourguignon

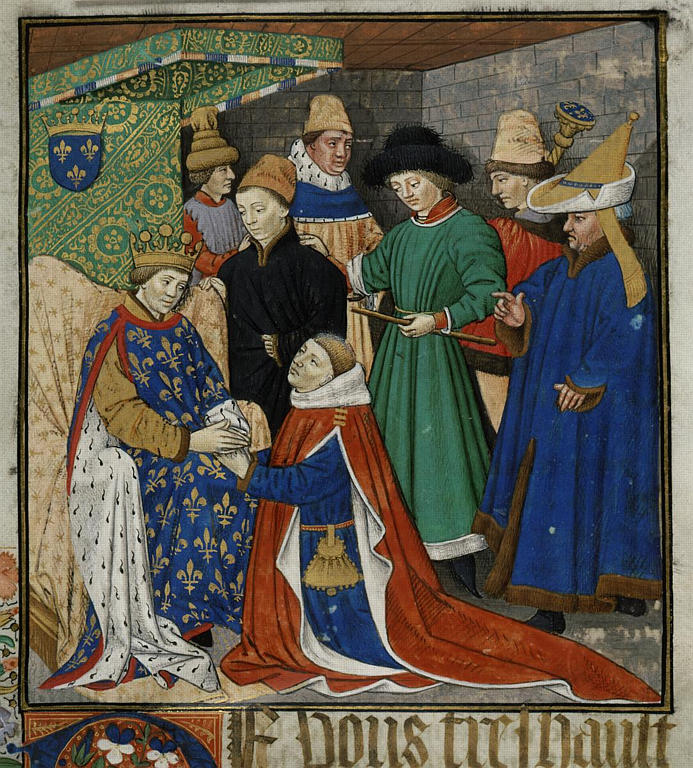
Vassal rendant hommage au roi René (Aveu à René).

Le 22 juillet 1474, le roi René lègue, par son troisième testament, l'Anjou et la Provence à son neveu, Charles III du Maine ainsi que le duché de Bar à René II de Lorraine, un fils de sa fille Yolande d'Anjou. Après avoir été informé de ce testament, le roi Louis XI étant lui-même son neveu fait occuper le duché, le 31 juillet 1474, sous prétexte de l'absence d'héritier mâle direct. Le roi René tente de résister et de chercher l'appui de Charles le Téméraire qui eut une alliance en 1465, avec Jean II de Lorraine son fils. Néanmoins, à la suite d'un arrêt de procès au Parlement de Paris le 6 avril 1476, vraisemblablement en raison de l'âge du bon roi, Louis XI lui envoie ses meilleurs ambassadeurs. Le roi René accepte une pension de dix mille livres par an, à condition que, après sa mort, la Provence revienne à Charles III du Maine, dont Louis XI serait l'héritier, et que l'Anjou revienne au royaume de France,,. À soixante-cinq ans, le roi René ne veut point commencer une guerre avec son neveu le roi de France. 
Lorsque Louis XI vient à Lyon, René envoie dans cette ville Olivier de Pannard, archevêque d'Aix, accompagné d'Honoré de Berre, sieur d'Entravennes, et de Jean de Jarente, qui sont ses ambassadeurs. L'archevêque agit avec tant de prudence pour les intérêts de son mandant, que ce prince et le roi de France demeurèrent dans les meilleurs termes. Louis XI cesse alors toutes ses manœuvres dès qu'il fut assuré que Charles d'Anjou, neveu du roi René et son légataire pour le comté de Provence, laisserait cette contrée à la France, après lui. L'Anjou cesse dès lors d'être un apanage et entre définitivement dans le domaine royal.
À la mort du roi René, le 10 juillet 1480, Olivier de Pannard préside à ses obsèques solennelles dans son église métropolitaine, où son corps demeure en dépôt pendant près de deux années. Olivier de Pannard, toujours dévoué à la reine Jeanne de Laval, est aussi par elle constitué l'exécuteur testamentaire de ses volontés dernières. 
Après la mort du roi René, et pendant le règne éphémère de Charles III du Maine, qui lui succède en 1480, l'archevêque Olivier de Pannard jouit également de toute la confiance du prince. On le trouve effectivement presque toujours à ses côtés dans les actes où il reçoit les hommages de ses nouveaux sujets. Ainsi, le 11 juillet suivant, pour l'hommage de la ville d'Aix ; à Marseille, le 28 du même mois ; à Arles, le 19 décembre, et dans beaucoup d'autres cérémonies du même genre.

### Mort
Exécuteur testamentaire de Yolande d'Anjou, femme de Charles V d'Anjou, au mois de janvier 1481. 
Au mois de septembre 1481, se trouvant à Marseille, Olivier de Pannard tombe gravement malade et désire faire son testament.
Il meurt le 28 janvier 1484 (v. s.) et repose sous un mausolée qu'il s'était fait élever dans la chapelle de sa métropole. Cette chapelle est aujourd'hui celle des âmes du Purgatoire.
Son tombeau s'y trouve toujours. On y remarque une inscription gravée en lettres onciales.

## Héraldique
Armes des Pannard déclarées au XVIIe siècle : d'argent à 2 bandes de gueules

## Sources
- Hippolyte Sauvage, Bulletin de la Commission historique et archéologique de la Mayenne, 1910.